# Pedro Miguel Ruiz-Carranza
Pedro M. Ruiz-Carranza (Bogotá, 3 de febrero de 1932 - ibidem, 12 de septiembre de 1998) fue un destacado naturalista colombiano, más especialmente conocido por sus contribuciones al conocimiento de la batracofauna neotropical. Fue un científico polifacético, teniendo en su haber aportes en múltiples campos de la biología, incluyendo la microbiología, la botánica, la ictiología y el estudio de los invertebrados. Sirvió en tres oportunidades como director del Instituto de Ciencias Naturales (ICN) de la Universidad Nacional de Colombia (UNAL), uno de los cargos más importantes en el ámbito de las ciencias naturales en Colombia. Hace parte de una nutrida generación de herpetólogos y naturalistas colombianos, junto con María Cristina Ardila-Robayo, Jorge I. Hernández-Camacho y Federico Medem, entre otros.

## Producción bibliográfica
La principal dimensión de su obra escrita es de carácter taxonómico. Son particularmente célebres sus trabajos sobre las ranas de cristal de Colombia, que, elaborados en compañía de John D. Lynch, fueron recopilados en la publicación seriada Ranas Centrolenidae de Colombia, publicada entre 1991 y 1998,  en la revista de la Academia Colombiana de Ciencias Exactas, Físicas y Naturales y en la revista Lozania (Acta Zoológica Colombiana), del Instituto de Ciencias Naturales (ICN). Otras publicaciones notables incluyen una discusión sintética sobre la distribución de los anuros de Colombia y un trabajo sobre la bioacústica de las ranas arlequín (Atelopus).

## Obra taxonómica
Durante unos treinta años dedicados al estudio de los anfibios, Ruiz-Carranza, en frecuente asociación con  John D. Lynch, María C. Ardila-Robayo, Mariela Osorno-Muñoz y Jorge I. Hernández-Camacho, describió tres géneros (Osornophryne Ruiz-Carranza and Hernández-Camacho, 1976; Hyalinobatrachium Ruiz-Carranza and Lynch, 1991; y Atopophrynus Lynch and Ruiz-Carranza, 1982) y unas 124 especies de anfibios, agrupadas en por lo menos 7 familias y 23 géneros distintos. Estas cifras, por sí solas, bastan para posicionar el nombre de Ruiz-Carranza como uno de los más relevantes de la herpetología neotropical. Es más, durante los primeros años de su actividad como herpetólogo, los anuros de Colombia eran todavía más pobremente conocidos, al reconocerse la poco representativa cifra de aproximadamente 200 especies. A su muerte, en álgido contraste, la fauna anura de Colombia ya rondaba por las 600 especies.

### Especies descritas
- Incertae sedis

1. Atopophrynus syntomopus Lynch & Ruiz-Carranza, 1982
- Craugastoridae: Ceuthomantinae

2. Pristimantis acatallelus Lynch & Ruiz-Carranza, 1983
3. Pristimantis aemulatus Ruiz-Carranza, Lynch & Ardila-Robayo, 1997
4. Pristimantis alalocophus Roa-Trujillo & Ruiz-Carranza, 1991
5. Pristimantis albericoi Lynch & Ruiz-Carranza, 1996
6. Pristimantis aurantiguttatus Ruiz-Carranza, Lynch & Ardila-Robayo, 1997
7. Pristimantis chrysops Lynch & Ruiz-Carranza, 1996
8. Pristimantis cristinae Lynch & Ruiz-Carranza, 1985
9. Pristimantis diogenes Lynch & Ruiz-Carranza, 1996
10. Pristimantis hernandezi Lynch & Ruiz-Carranza, 1983
11. Pristimantis labiosus Lynch, Ruiz-Carranza & Ardila-Robayo, 1994
12. Pristimantis mars Lynch, Ruiz-Carranza & Ardila-Robayo, 1994
13. Pristimantis permixtus Lynch, Ruiz-Carranza & Ardila-Robayo, 1994
14. Pristimantis piceus Lynch, Ruiz-Carranza & Ardila-Robayo, 1996
15. Pristimantis polychrus Ruiz-Carranza, Lynch & Ardila-Robayo, 1997
16. Pristimantis ruedai Ruiz-Carranza, Lynch & Ardila-Robayo, 1997
17. Pristimantis ruthveni Lynch & Ruiz-Carranza, 1985
18. Pristimantis scopaeus Lynch, Ruiz-Carranza & Ardila-Robayo, 1996
19. Pristimantis signifer Ruiz-Carranza, Lynch & Ardila-Robayo, 1997
20. Pristimantis silverstonei Lynch & Ruiz-Carranza, 1996
21. Pristimantis simoteriscus Lynch, Ruiz-Carranza & Ardila-Robayo, 1997
22. Pristimantis tayrona Lynch & Ruiz-Carranza, 1985
23. Pristimantis vicarius Lynch & Ruiz-Carranza, 1983
24. Pristimantis viridis  Ruiz-Carranza, Lynch &  Ardila-Robayo, 1997
25. Pristimantis xylochobates Lynch & Ruiz-Carranza, 1996
- Craugastoridae: Holoadeninae

26. Niceforonia adenobrachia Ardila-Robayo, Ruiz-Carranza & Barrera-Rodríguez, 1996
- Brachycephaloidea: Bufonidae

27. Atelopus angelito Ardila-Robayo & Ruiz-Carranza, 1998
28. Atelopus carauta Ruiz-Carranza & Hernández-Camacho, 1978
29. Atelopus carrikeri Ruiz-Carranza, Ardila-Robayo & Hernández-Camacho, 1994
30. Atelopus famelicus Ruiz-Carranza, Vélez-Rodríguez & Ardila-Robayo, 1995
31. Atelopus guitarraensis Osorno-Muñoz, Ardila-Robayo & Ruiz-Carranza, 2001
32. Atelopus laetissimus Ruiz-Carranza, Ardila-Robayo & Hernández-Camacho, 1994
33. Atelopus lozanoi Osorno-Muñoz, Ardila-Robayo & Ruiz-Carranza, 2001
34. Atelopus mandingues Osorno-Muñoz, Ardila-Robayo & Ruiz-Carranza, 2001
34. Atelopus minutulus Ruiz-Carranza, Hernández-Camacho & Ardila-Robayo, 1988
35. Atelopus monohernandezii Ardila-Robayo, Osorno-Muñoz & Ruiz-Carranza, 2002
36. Atelopus nahumae Ruiz-Carranza, Ardila-Robayo & Hernández-Camacho, 1994
37. Atelopus quimbaya Ruiz-Carranza and Osorno-Muñoz, 1994
38. Atelopus sernai Ruiz-Carranza & Osorno-Muñoz, 1994
39. Atelopus simulatus Ruiz-Carranza & Osorno-Muñoz, 1994
40. Atelopus sonsonensis Vélez-Rodríguez & Ruiz-Carranza, 1997
41. Osornophryne bufoniformis Ruiz-Carranza & Hernández-Camacho, 1976
42. Osornophryne percrassa Ruiz-Carranza & Hernández-Camacho, 1976
43. Rhaebo atelopoides Lynch and Ruiz-Carranza, 1981
44. Rhinella cristinae Vélez-Rodríguez & Ruiz-Carranza, 2002
- Centrolenidae: Centroleninae

45. "Centrolene" acanthidiocephalum Ruiz-Carranza & Lynch, 1991
46. "Centrolene" medemi Ruiz-Carranza & Lynch, 1991
47. "Centrolene" petrophilum Ruiz-Carranza & Lynch, 1991
48. "Centrolene" quindianum Ruiz-Carranza & Lynch, 1995
49. "Centrolene" robledoi Ruiz-Carranza & Lynch, 1995
50. "Cochranella" megista Ruiz-Carranza & Lynch, 1991
51. "Cochranella" ramirezi Ruiz-Carranza & Lynch, 1991
52. "Cochranella" xanthocheridia Ruiz-Carranza & Lynch, 1995
53. Centrolene ballux Ruiz-Carranza & Lynch, 1991
54. Centrolene buckleyi Ruiz-Carranza & Lynch, 1991
55. Centrolene daidalea Ruiz-Carranza & Lynch, 1991
56. Centrolene heloderma Ruiz-Carranza & Lynch, 1991
57. Centrolene huilensis Ruiz-Carranza & Lynch, 1995
58. Centrolene hybrida Ruiz-Carranza & Lynch, 1991
59. Centrolene lynchi Ruiz-Carranza and Lynch, 1991
60. Centrolene notosticta Ruiz-Carranza & Lynch, 1991
61. Centrolene paezorum Ruiz-Carranza, Hernández-Camacho & Ardila-Robayo, 1986
62. Centrolene peristicta Ruiz-Carranza & Lynch, 1991
63. Centrolene sanchezi Ruiz-Carranza & Lynch, 1991
64. Centrolene savagei Ruiz-Carranza & Lynch, 1991
65. Centrolene solitaria Ruiz-Carranza & Lynch, 1991
66. Cochranella euknemos Ruiz-Carranza and Lynch, 1991
67. Cochranella litoralis Ruiz-Carranza & Lynch, 1996
68. Cochranella resplendens Ruiz-Carranza & Lynch, 1991
69. Espadarana andina Ruiz-Carranza & Lynch, 1991
70. Espadarana audax Ruiz-Carranza & Lynch, 1991
71. Espadarana prosoblepon Ruiz-Carranza & Lynch, 1991
72. Nymphargus armatus  Lynch & Ruiz-Carranza, 1996
73. Nymphargus balionotus Ruiz-Carranza & Lynch, 1991
74. Nymphargus chami Ruiz-Carranza & Lynch, 1995
75. Nymphargus cochranae Ruiz-Carranza & Lynch, 1991
76. Nymphargus cristinae Ruiz-Carranza & Lynch, 1995
77. Nymphargus garciae Ruiz-Carranza & Lynch, 1995
78. Nymphargus grandisonae  Ruiz-Carranza & Lynch, 1991
79. Nymphargus griffithsi Ruiz-Carranza & Lynch, 1991
80. Nymphargus ignotus Ruiz-Carranza & Lynch, 1991
81. Nymphargus luminosus Ruiz-Carranza & Lynch, 1995
82. Nymphargus luteopunctatus Ruiz-Carranza & Lynch, 1996
83. Nymphargus megacheirus  Ruiz-Carranza & Lynch, 1991
84. Nymphargus nephelophila Ruiz-Carranza & Lynch, 1991
85. Nymphargus oreonympha Ruiz-Carranza & Lynch, 1991
86. Nymphargus posadae Ruiz-Carranza & Lynch, 1995
87. Nymphargus prasinus Ruiz-Carranza & Lynch, 1991
88. Nymphargus rosada Ruiz-Carranza & Lynch, 1997
89. Nymphargus siren Ruiz-Carranza & Lynch, 1991
90. Nymphargus spilotus Ruiz-Carranza & Lynch, 1997
91. Rulyrana adiazeta Ruiz-Carranza & Lynch, 1991
92. Rulyrana flavopunctata Ruiz-Carranza & Lynch, 1991
93. Rulyrana susatamai Ruiz-Carranza & Lynch, 1995
94. Sachatamia ilex Ruiz-Carranza & Lynch, 1991
95. Sachatamia orejuela Ruiz-Carranza & Lynch, 1991
96. Sachatamia punctulata Ruiz-Carranza & Lynch, 1995
97. Teratohyla midas Ruiz-Carranza & Lynch, 1991
98. Teratohyla pulverata Ruiz-Carranza & Lynch, 1991
99. Teratohyla spinosa Ruiz-Carranza & Lynch, 1991
100. Vitreorana ritae Ruiz-Carranza & Lynch, 1991
- Centrolenidae: Hyalinobatrachinae

101. Hyalinobatrachium aureoguttatum Barrera-Rodríguez & Ruiz-Carranza, 1989
102. Hyalinobatrachium chirripoi Ruiz-Carranza & Lynch, 1991
103. Hyalinobatrachium colymbiphyllum Ruiz-Carranza & Lynch, 1991
104. Hyalinobatrachium esmeralda Ruiz-Carranza & Lynch, 1998
105. Hyalinobatrachium fleischmanni Ruiz-Carranza & Lynch, 1991
106. Hyalinobatrachium ibama Ruiz-Carranza & Lynch, 1998
107. Hyalinobatrachium munozorum Ruiz-Carranza & Lynch, 1991
108. Hyalinobatrachium valerioi Ruiz-Carranza & Lynch, 1991
109. Ikakogi tayrona Ruiz-Carranza & Lynch, 1991
- Dendrobatidae: Colostethinae

110. Colostethus agilis Lynch & Ruiz-Carranza, 1985
- Dendrobatidae: Dendrobatinae

111. Andinobates virolinensis Ruiz-Carranza & Ramírez-Pinilla, 1992
- Hemiphractidae: Hemiphractinae

112. Gastrotheca andaquiensis Ruiz-Carranza & Hernández-Camacho, 1976
113. Gastrotheca antomia Ruiz-Carranza, Ardila-Robayo, Lynch & Restrepo-Toro, 1997
114. Gastrotheca nicefori  Lutz & Ruiz-Carranza, 1977
- Hylidae: Cophomantinae

115. Hyloscirtus bogotensis Lutz & Ruiz-Carranza, 1977
116. Hyloscirtus caucanus Ardila-Robayo, Ruiz-Carranza & Roa-Trujillo, 1993
117. Hyloscirtus lynchi Ruiz-Carranza & Ardila-Robayo, 1991
118. Hyloscirtus piceigularis Ruiz-Carranza & Lynch, 1982
119. Hyloscirtus sarampiona Ruiz-Carranza & Lynch, 1982
- Hylidae: Dendropsophinae

120. Dendropsophus padreluna Kaplan & Ruiz-Carranza, 1997
121. Dendropsophus virolinensis Kaplan & Ruiz-Carranza, 1997
- Phyllomedusidae

122. Agalychnis danieli Ruiz-Carranza, Hernández-Camacho & Rueda-Almonacid, 1988